# Ne vis pas comme tu veux
Ne vis pas comme tu veux (en russe : Не так живи, как хочется) est une pièce en trois actes de l'écrivain russe Alexandre Ostrovski. Elle est écrite en 1854.
La première de la pièce a lieu le 3 décembre 1854, au théâtre Maly, à Moscou. La première publication de la pièce date de septembre 1855 dans la revue Le Moscovite.

## Création
Les premières esquisses du drame datent d'août 1854. Il devait comprendre cinq actes. Le titre original était déjà proverbial et moralisateur : Dieu est fort et l'ennemi est souple : la maslenitsa. Une note sur la feuille du titre indiquait : « L'action se déroule au XVIIe siècle, dans une des grandes villes de la Russie, sur la Volga, pendant la maslenitsa ». Ostrovski écrit le premier acte puis abandonne le projet.
Il écrit alors une seconde version de la pièce avec comme titre Ne vis pas comme tu veux qui se rapproche de la version définitive. La pièce devient un drame en 3 actes et 4 tableaux. L'action est déplacée à Moscou. L'auteur a changé à plusieurs reprises d'époque : du XVIIe siècle, il passe à la fin du XVIe siècle, puis à la fin du XVIIIe siècle. Mais dans toutes les variantes, l'action se passe durant la maslenitsa.
La pièce est terminée en novembre 1854 et est mise en scène au théâtre Maly le 3 décembre 1854.
En 1867, le motif de la pièce est repris par Alexandre Serov pour créer un opéra intitulé La Puissance de l'ennemi. Alors que la pièce d'Ostrovski se termine par un heureux dénouement, Serov veut une fin tragique à son opéra. Il demande alors à P. Kalachnikov et N. Jokhova de modifier l'intrigue comme il l'entend. Avant qu'elle ne soit terminée, Serov meurt en 1871 et c'est son épouse Valentina Serova et Nikolaï Soloviev qui la terminent l'année même de sa mort. La première de cet opéra a lieu le 7 avril 1871 au Théâtre Mariinsky à Saint-Pétersbourg sous la direction d'Eduard Nápravník.

## Personnages
- Ilia Ivanovitch, riche marchand moscovite
- Piotr, fils d'Ilia
- Dacha, femme de Piotr
- Agaphon, père de Dacha
- Stepanida, mère de Dacha
- Aphimia, tante de Piotr
- Spiridonovna, maîtresse de l'auberge
- Groucha, fille de Spiridonovna
- Vassia, jeune fils du marchand
- Eriomka, forgeron à l'auberge
- Des marchands, des passants, des cochers, des filles chez Grounia, le maître de l'ours, des convives, un strelets, une streltchika, la foule du peuple, le maître de maslenitsa.